# Dead Again (Type O Negative)
Dead Again is het zevende en laatste album van de Amerikaanse gothicmetalband Type O Negative. Het album is uitgebracht op 13 maart 2007.

## Tracklist
| Nr. | Titel                        | Duur  |
| --- | ---------------------------- | ----- |
| 1.  | Dead Again                   | 4:15  |
| 2.  | Tripping a Blind Man         | 7:04  |
| 3.  | The Profits of Doom          | 10:47 |
| 4.  | September Sun                | 9:46  |
| 5.  | Halloween in Heaven          | 4:50  |
| 6.  | These Three Things           | 14:21 |
| 7.  | She Burned Me Down           | 7:54  |
| 8.  | Some Stupid Tomorrow         | 4:20  |
| 9.  | An Ode to Locksmiths         | 5:15  |
| 10. | Hail and Farewell to Britain | 8:55  |